# アニス・アヤリ
アニス・アヤリ（Anis Ayari、1982年2月16日 - ）は、チュニジアの元サッカー選手。元チュニジア代表。ポジションはディフェンダー。

## 来歴
2002年にチュニジア代表デビュー。アフリカネイションズカップ2004では4試合に出場、大会初優勝した。また、2006 FIFAワールドカップのメンバーにも選ばれ、2試合に出場した。チュニジア代表として29試合に出場、1得点をあげた。

## 代表歴

### 出場大会
- チュニジア代表
  - 2006 FIFAワールドカップ

### 試合数
- 国際Aマッチ 29試合 1得点（2002年-2006年）[1]

| チュニジア代表 | 国際Aマッチ | 国際Aマッチ |
| 年             | 出場        | 得点        |
| -------------- | ----------- | ----------- |
| 2002           | 1           | 0           |
| 2003           | 8           | 1           |
| 2004           | 7           | 0           |
| 2005           | 5           | 0           |
| 2006           | 8           | 0           |
| 通算           | 29          | 1           |